# Siarhei Papok
Siarhei Papok (Сяргей Аляксандравіч Папок) (Minsk, 6 de gener de 1988) és un ciclista belarús, professional des del 2014. Actualment corre a l'equip Minsk CC. Combina la carretera amb la pista.

## Palmarès en ruta
- 2005
  - Vencedor d'una etapa al Trofeu Centre Morbihan
- 2005
  - Vencedor d'una etapa al Giro della Lunigiana
- 2008
  -  Campió de Belarús sub-23 en ruta
  -  Campió de Belarús sub-23 en contrarellotge
- 2009
  - 1r a la Coppa Ciuffenna
- 2010
  - 1r al Giro del Belvedere
- 2011
  - 1r a La Popolarissima
  - Vencedor d'una etapa al Giro de la Vall d'Aosta
- 2012
  - 1r a la Coppa Colli Briantei Internazionale
  - 1r a la Coppa Ciuffenna
- 2013
  - 1r al Central European Tour-Miskolc GP
  - Vencedor de 2 etapes de la Dookoła Mazowsza
- 2015
  - 1r al Gran Premi de Moscou
  - 1r al Gran Premi de Minsk
  - Vencedor d'una etapa als Cinc anells de Moscou
  - Vencedor d'una etapa a la Volta a la Xina I
- 2016
  - 1r al Gran Premi de Vínnitsia
  - 1r al Gran Premi de Minsk
  - 1r a la UAE Cup
  - Vencedor de 2 etapes al Tour d'Ucraïna
  - Vencedor de 2 etapes al Sharjah International Cycling Tour
- 2017
  - Vencedor d'una etapa al Tour de Mersin
- 2019
  - Vencedor d'una etapa a la Volta al llac Qinghai

## Palmarès en pista
- 2013
  -  Campió de Belarús sub-23 en persecució
- 2014
  -  Campió de Belarús sub-23 en persecució